# Aljoscha A. Long

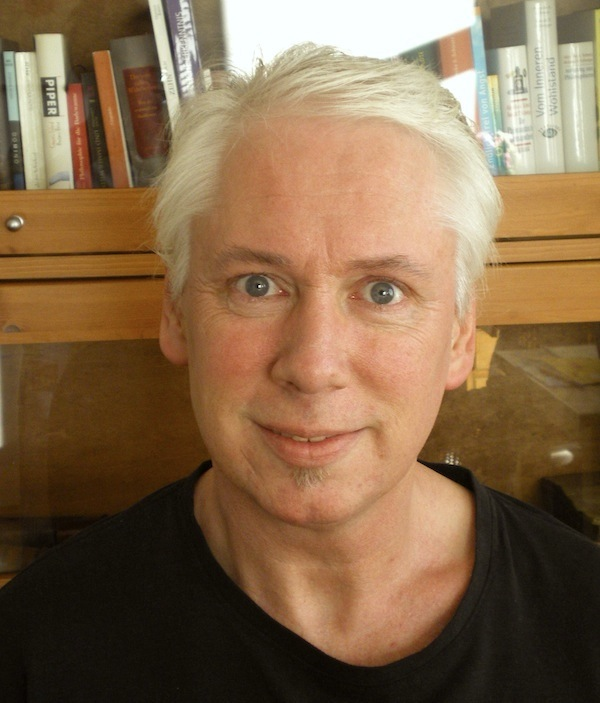
Aljoscha Long (2009)

Aljoscha Andreas Long (* 9. September 1961 in Bonn als Aljoscha Andreas Schwarz) ist ein deutscher Schriftsteller, Psychologe und Philosoph.

## Leben
Neben Veröffentlichungen in den Bereichen Psychologie, Philosophie und Spiritualität entwickelte er gemeinsam mit Ronald Schweppe die Methode der Personalen Integration. Nach eigenen Angaben geht es bei der Personalen Integration darum, „innere Persönlichkeiten“ miteinander zu versöhnen und sich weniger hin- und hergerissen zwischen mehreren Zielen zu fühlen.
Nach dem Studium der Psychologie in Toronto, Kanada, studierte er Anglistik, Germanistik, Pädagogik und Philosophie in München. Er ist Mitglied von Mensa.
Er arbeitet als Psychotherapeut, Kampfkunstlehrer, Komponist und Schriftsteller in München und Guangzhou, China. Seit 2007 ist er mit der chinesischen Schriftstellerin Long Fei (龙飞) verheiratet.
Seine Bücher wurden unter anderem ins Italienische, Spanische, Niederländische, Norwegische, Koreanische, Russische, Lettische und Chinesische übersetzt.
Zusammen mit Ronald Schweppe gründete er 1999 das „Institut für Personale Integration“ (IfP) in München, Riga und Peking.

## Werke (Auswahl)
- Das Geheimnis der Buddha-Katze. Lotos, ISBN 978-3-7787-8310-8
- Die Kunst, einen Elefanten zu reiten. Diederichs, ISBN 978-3-424-35117-0
- Mit dem Herzen siehst du mehr. Kösel, ISBN 978-3-7787-8293-4
- Affen im Kopf. mvg, ISBN 978-3-7474-0183-5
- Der Kaufmann und der Rinpoche. Diederichs, ISBN 978-3-424-35100-2
- Wenn du geliebt werden willst, dann liebe. Integral, ISBN 978-3-7787-9294-0
- Das Licht des Himmels in dir. Kösel, ISBN 978-3-466-34713-1
- Füttere den weißen Wolf. Kösel, ISBN 978-3-466-34538-0
- Bao, der weise Panda, und das Geheimnis der Gelassenheit. Lotos, ISBN 978-3-7787-8255-2
- Die Bucht am Rande der Zeit. Kailash, ISBN  978-3-424-63133-3
- Gelassenheit für Anfänger. GU, ISBN 978-3-8338-4622-9
- Praxisbuch NLP: Die eigenen Kräfte aktivieren und sich auf Erfolg programmieren. Südwest, ISBN 978-3-517-08943-0
- Meditation: Techniken für innere Ruhe & Entspannung. BLV, ISBN 978-3-8354-1225-5
- Gib alles, was du hast – und du bekommst alles, was du willst. Gabal, ISBN 978-3-86936-242-7
- NLP macht Kinder stark. Südwest, ISBN 978-3-517-08756-6
- Nicht anstrengen – leben! Das Dao des Alltags. Heyne, ISBN 978-3-453-70118-2
- Karma. Die Gebrauchsanleitung. Lotos, ISBN 3-7787-8202-9
- Endlich frei von Angst, Gräfe & Unzer, ISBN 3-7742-6636-0
- Anleitung zum Philosophieren. Herbig, ISBN 3-7766-2274-1
- Die 7 Geheimnisse der Schildkröte. Lotos, ISBN 3-7787-8196-0
- Mein Seelentherapeut. Gütersloher, ISBN 3-579-06944-6
- Spring über den Horizont. 77 Philosophische Spiele für Herz und Verstand. Kreuz, ISBN 3-7831-2445-X
- Der Träumer, der Weise, das Innere Kind. Personale Integration. Kösel, ISBN 3-466-34480-8